# Order Zbrojnego Ramienia
Order Zbrojnego Ramienia (duń. Væbnede Arms Orden) – duński order wojskowy ustanowiony przez Chrystiana IV z dynastii oldenburskiej 2 grudnia 1616 roku.

## Historia
Odznaczenie powstało w celu nagrodzenia najważniejszych dowódców i dostojników królewskich, biorących udział w wojnie kalmarskiej, toczonej w latach 1611-1613 i zakończonej zwycięstwem Duńczyków nad Szwedami. Został przyznany jednorazowo w 1616 roku podczas specjalnej ceremonii w sali rycerskiej na zamku królewskim w Koldyndze 12 osobom za odwagę i rycerskość, którą okazali podczas wojny ze Szwecją. W 1634 roku został zniesiony, wraz z jednoczesnym nadaniem Orderu Słonia dwóm z czterech pozostających jeszcze przy życiu dotychczasowych Kawalerów Orderu Zbrojnego Ramienia, którzy od tej pory nosili połączone odznaki obu orderów.
Do czasów współczesnych przetrwały trzy oryginalne ordery: jeden w muzeum na zamku Rosenborg w Kopenhadze, drugi w muzeum na zamku Frederiksborg w Hillerød, a trzeci znajduje się w prywatnej kolekcji. Dodatkowo w muzeum Rosenborg istnieją prototypowe wersje tego orderu z monogramem Chrystiana V (panujący w latach 1670-1699), co może świadczyć o zamiarze przywrócenia odznaczenia w tym okresie.

## Wygląd
Odznaka orderowa miała wygląd ramienia w zbroi (emaliowanej na granatowo, ze złoconymi krawędziami), którego dłoń trzymała złoty miecz. Ramię zawieszone było na dwóch złotych łańcuchach połączonych kółkiem lub ozdobną zawieszką z monogramem władcy, do której wiązano wstęgę wieszaną na szyi. Wstęga miała kolor blado-niebieski, podobnie jak wstęga Orderu Słonia.

## Odznaczeni
Lista pełna
- Christian Friis til Kagerup (1581-1639, kanclerz, dodatkowo odznaczony Orderem Słonia w 1634)
- Albert Skeel til Fussingø (1572-1639, admirał, dodatkowo odznaczony Orderem Słonia w 1634)
- Jørgen Skeel til Sostrup (1578-1631, magnat, dowódca)
- Jørgen Lunge til Odden (1577-1619, marszałek, namiestnik Elvsborg)
- Breide Rantzau til Brahetrolleborg (1556-1618, namiestnik Kopenhagi, szef sztabu)
- Gert Rantzau til Breitenburg (1558-1627, namiestnik Szlezwika-Holsztynu, marszałek polny)
- Ditlev Rantzau til Pancker (1577-1639, marszałek dworu)
- Anders Bille til Rosendal (1580-1633, magnat, dowódca)
- Anders Sinklar (Andrew Sinclair) til Sinklarsholm (1655-1625, magnat, dowódca)
- Jens Sparre til Sparresholm (1577-1632, generał kwatermistrz)
- Marqvardt Pentz til Neudorf (†1626, prefekt Segebergu)
- Ulrik Sandberg til Kvelstrup (1552-1636, dowódca)